# Caldera (Krater)

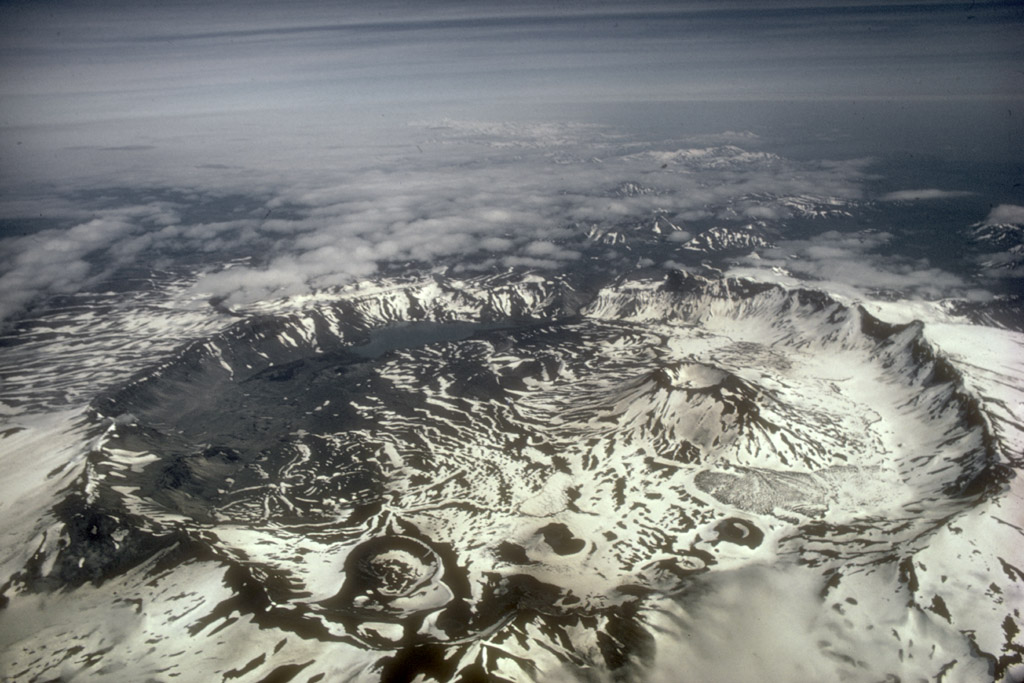
Caldera (9,5 km Durchmesser und 600 m Tiefe) des Vulkans Mount Aniakchak in Alaska mit darin gebildetem kleineren Vulkankegel

Eine Caldera (spanisch caldera, deutsch ‚Kessel‘, portugiesisch Caldeira) ist eine kesselförmige Vertiefung der Planetenoberfläche, die vulkanischen Ursprungs ist. Je nach Art ihrer Entstehung können zwei Typen von Calderen, Explosionscaldera und Einsturzcaldera, unterschieden werden. Mit einem Durchmesser von 1 bis 100 km ist eine Caldera deutlich größer als ein Vulkankrater. Die Entstehung einer Caldera ist ein seltener Prozess, der zwischen 1900 und 2018 nur achtmal dokumentiert wurde.

## Namenskunde
Leopold von Buch führte in seinem 1825 erschienenen Buch Physicalische Beschreibung Der Canarischen Inseln den Begriff Caldera in die Geologie ein. Nach Untersuchungen in Frankreich, Italien und den Kanarischen Inseln, wo er die Caldera de las Cañadas auf Teneriffa und die Caldera de Taburiente auf La Palma besuchte, entwickelte er die Theorie der Erhebungskrater. Nach seiner, heute nicht mehr gültigen, Theorie wird eine Caldera von erdinneren Kräften verursacht, die zu einer Hebung und blasenförmigen Wölbung der Erdkruste führt, bis diese radial aufbricht.

## Entstehung
Calderen entstehen entweder durch explosive Eruptionen (Sprengtrichter) oder durch den Einsturz oberflächennaher Magmakammern eines Zentralvulkans, die zuvor durch Ausbrüche entleert worden sind. Explosionscalderen und Einsturzcalderen sind oft schwer voneinander zu unterscheiden, zumal der Boden einer jungen Caldera oft durch ausströmende Lava überdeckt wird.
Nachdem die Lava abgekühlt ist, füllen sich tiefliegende Calderen häufig mit Wasser und bilden dann einen Calderasee.
Calderen von Supervulkanen können gewaltige Ausmaße annehmen. So war die Caldera des ersten Yellowstone-Vulkanausbruchs 80 Kilometer lang und 55 Kilometer breit.
Ist der Vulkan weiterhin aktiv, können sich auf dem Boden einer Caldera erneut Vulkankegel bilden, wie es beispielsweise beim Vesuv oder der Aira-Caldera geschehen ist. Diese Entstehung eines Vulkans auf einem alten Vulkan bezeichnet man als Somma-Vulkan.
Auch Calderen in Calderen werden beobachtet, etwa die Halemaʻumaʻu-Caldera am Boden der Kīlauea-Caldera.

## Abgrenzung
Genetisch und/oder morphologisch den Calderen ähnliche, aber nicht identische und deshalb anders bezeichnete Oberflächenformen sind:
- Maare, die durch vulkanische Dampfexplosionen (phreatomagmatische Explosionen) entstehen und in der Regel kleiner sind als Calderen,
- Vulkankrater, die den Austrittspunkt von Magma bezeichnen und ebenfalls kleiner sind als Calderen und
- Kare, kesselförmige Täler, die von einem Gletscher ausgeschürft wurden.

## Häufigkeit
Die Entstehung einer Caldera ist ein seltener Prozess, der zwischen 1900 und 2018 nur achtmal dokumentiert wurde. Die Entstehung der Calderen von Mount Katmai 1912 und Pinatubo 1991 fand nach explosiven Eruptionen statt, wobei letztere eine der größten Eruptionen des 20. Jahrhunderts war. Die Calderen von La Cumbre 1968, Tolbatschik in 1975–76, Miyake-jima 2000 und Piton de la Fournaise 2007 sind auf Effusive Eruptionen zurückzuführen. Der Kollaps des Bárðarbunga fand 2015 statt. Die Absenkungen der Caldera um den Krater Halemaʻumaʻu konnte 2018 beobachtet werden.

## Bekannte Calderen

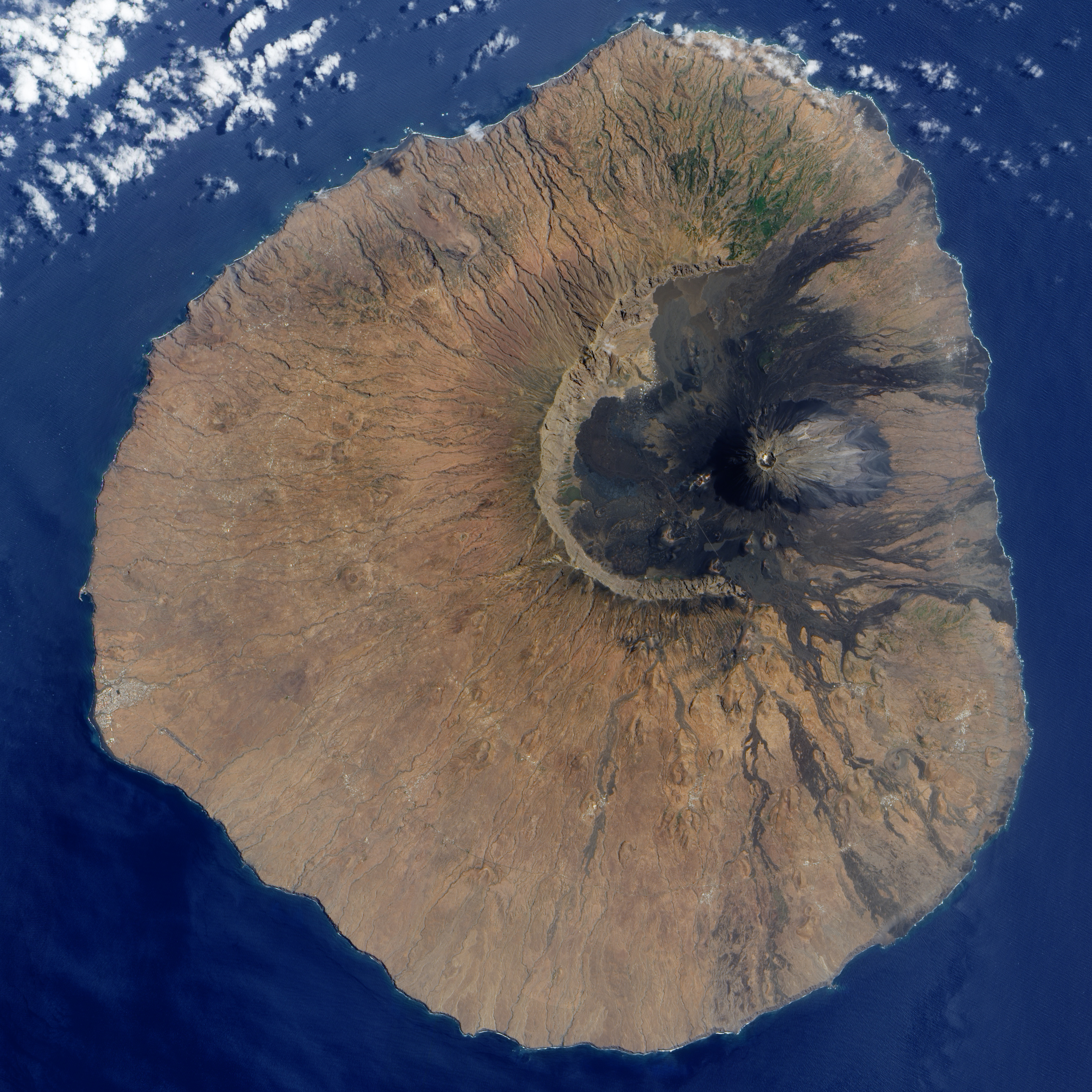
Pico do Fogo (Fogo): halbrunde Caldera mit fast senkrechten Wänden

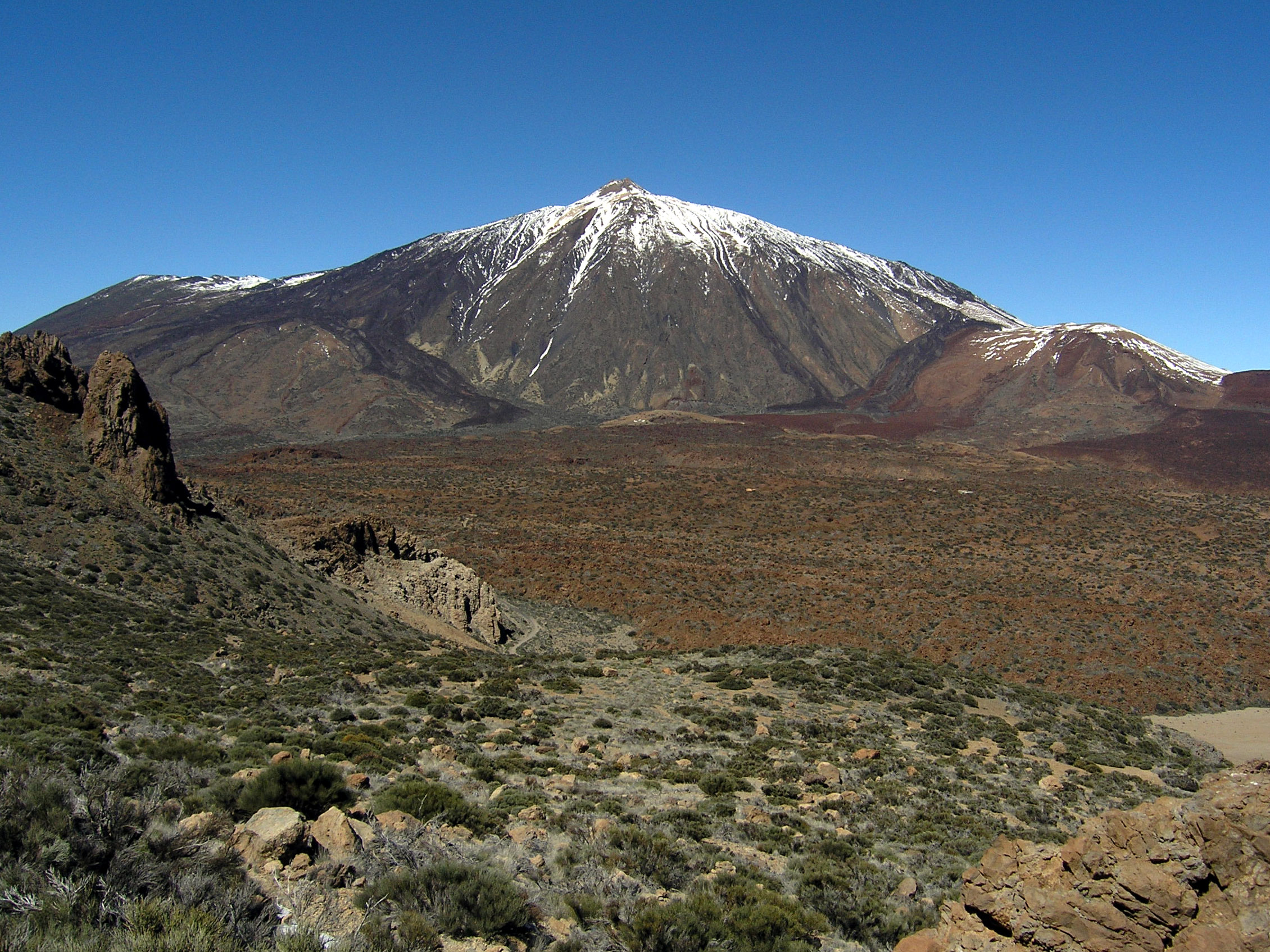
Teide (Teneriffa) und die Caldera, Blick von der Guajara

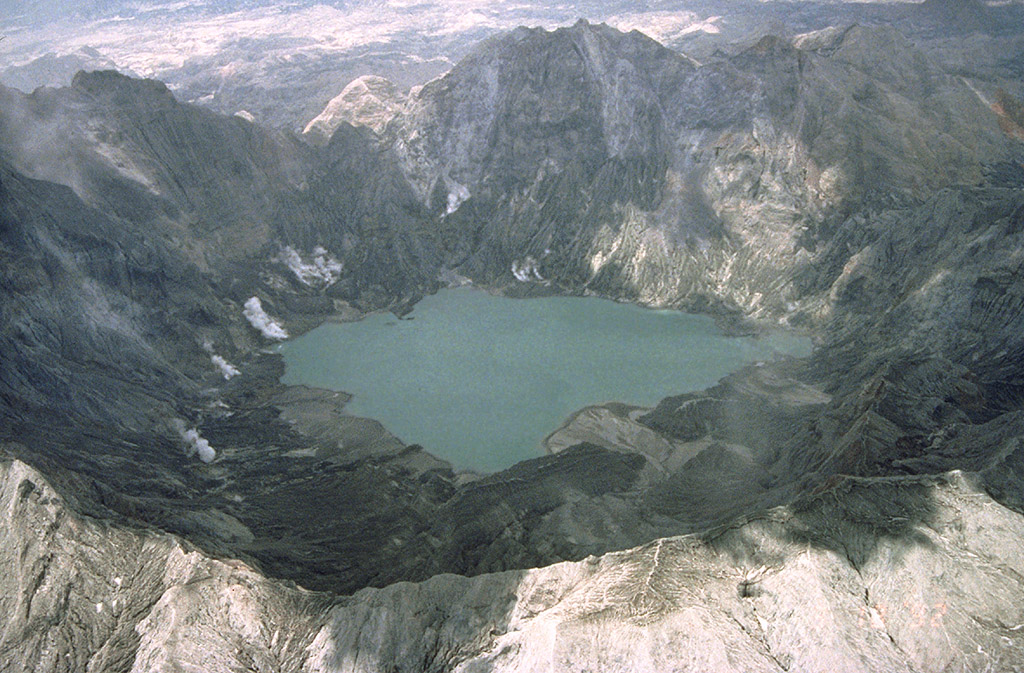
Caldera des Vulkans Pinatubo mit Kratersee

Caldera von Santorin

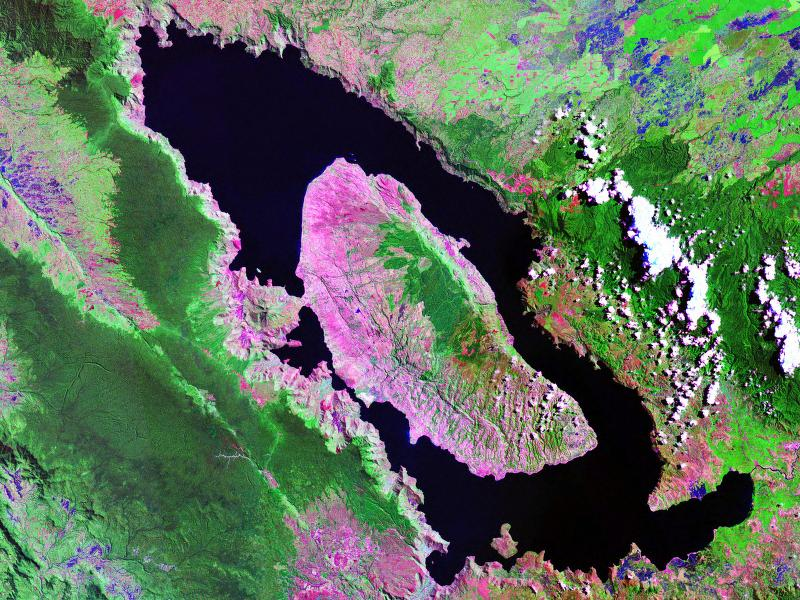
Falschfarben-Satellitenaufnahme des Tobasees, der 100 km langen und 30 km breiten Caldera eines Supervulkans

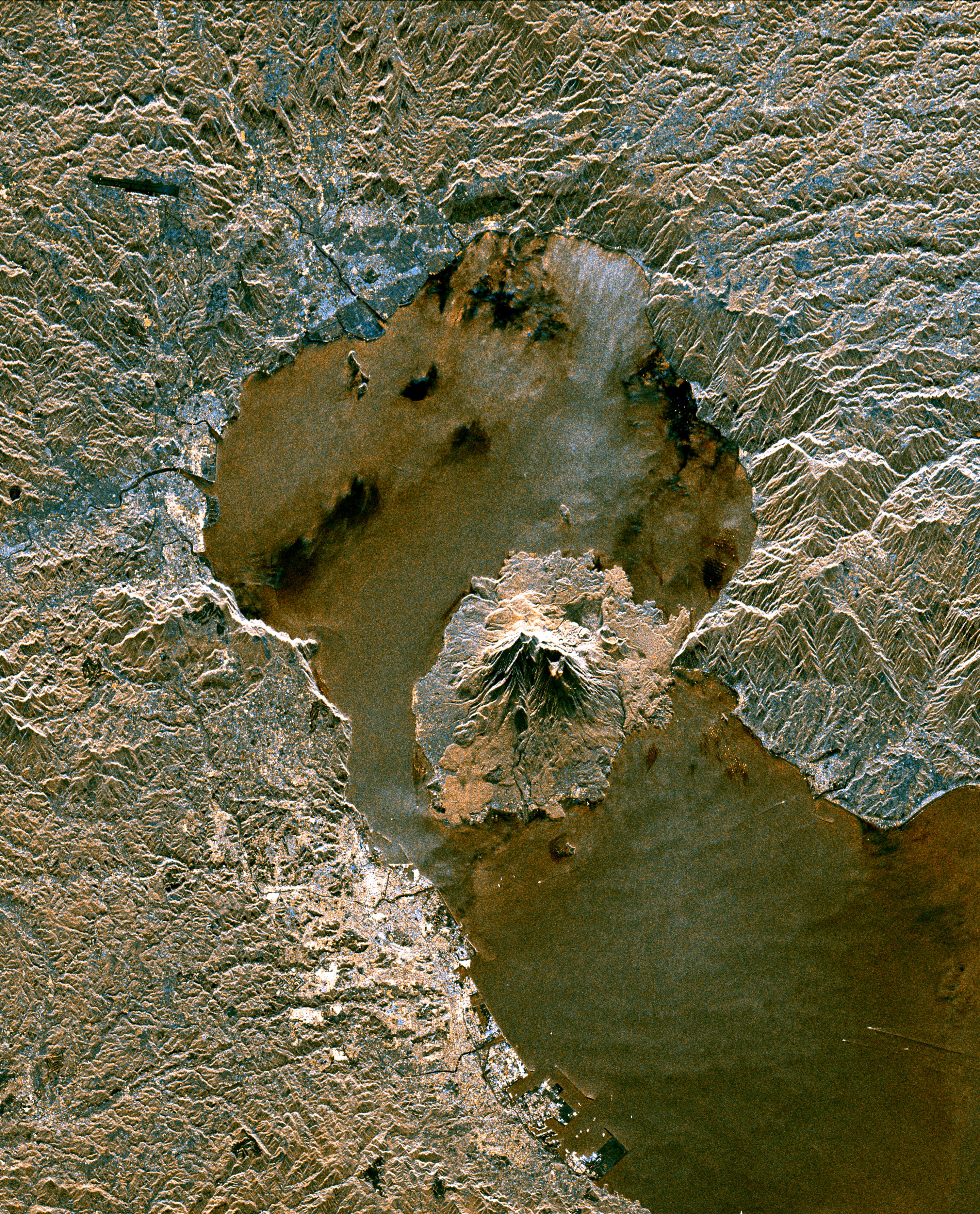
Bild des Sakura-Jima. Der Vulkan liegt innerhalb der Bucht, die von der Aira-Caldera geformt wurde.

Zu den bedeutendsten Calderen gehören die des Teide (Teneriffa), der Tobasee (Sumatra), die Yellowstone-Caldera (USA), die Caldera der Inselgruppe Santorin (Griechenland) und die des Deception Islands (Chile).
Die Caldera de Taburiente (La Palma), die ursprünglich namensgebend war, ist geologisch betrachtet vermutlich keine Caldera, sondern durch spätere Erosion entstanden.
- Afrika
  - Las Cañadas auf Teide (Teneriffa, Spanien, Kanarische Inseln, gehört geographisch zu Afrika)
  - Pico do Fogo (Fogo, Kap Verde)
  - Ngorongoro (Tansania)
  - Trou au Natron (Tschad)
  - Waw an-Namus (Libyen)
- Asien
  - Aira-Caldera (Präfektur Kagoshima, Japan)
  - Aso (Präfektur Kumamoto, Japan)
  - Batur (Bali, Indonesien)
  - Bromo (Java, Indonesien)
  - Kikai-Caldera (Präfektur Kagoshima, Japan)
  - Krakatau, Indonesien
  - Kurilensee (Kamtschatka, Russland)
  - Nemrut (Türkei)
  - Pinatubo (Luzon, Philippinen)
  - Rinjani (Lombok, Indonesien)
  - Taal (Luzon, Philippinen)
  - Tobasee (Sumatra, Indonesien)
  - Tambora (Sumbawa, Indonesien)
  - Tao-Rusyr-Caldera (Onekotan, Russland)
  - Towada (Präfektur Aomori, Japan)
  - Tazawa (Präfektur Akita, Japan)
  - Yankicha/Uschischir (Kurilen, Russland)
- Amerika
  - Nordamerika
    - Mount Aniakchak (Alaska, USA)
    - Crater Lake (Crater Lake National Park, Oregon, USA)
    - Kīlauea (Hawaii, USA, liegt geographisch im Polynesischen Dreieck und gehört zur Pazifischen Platte)
    - Mokuʻāweoweo-Caldera auf Mauna Loa (Hawaii, USA, liegt geographisch im Polynesischen Dreieck und gehört zur Pazifischen Platte)
    - Mount Katmai (Alaska, USA)
    - La-Garita-Caldera (Colorado, USA)
    - Long Valley (Kalifornien, USA)
    - Newberry Caldera (Oregon, USA)
    - Mount Okmok (Alaska, USA)
    - Valles-Caldera (New Mexico, USA)
    - Yellowstone (Wyoming, USA)

  - Mittelamerika
    - Masaya, Nicaragua
    - Lago de Atitlán, Guatemala

  - Südamerika
    - Cuicocha, Ecuador
    - Vilama, Argentinien
    - Caldera del Atuel, Argentinien
- Europa
  - Askja (Island)
  - Bárðarbunga (Island)
  - Krafla (Island)
  - Katla (Island)
  - Campi Flegrei (Italien)
  - Bolsenasee (Italien)
  - Braccianosee (Italien)
  - Laacher See (Vulkaneifel, Deutschland)
  - Santorin (Griechenland)
  - Lagoa do Fogo, auf Sao Miguel (Azoren, Portugal)
  - Cabeço Gordo, auf Faial (Azoren, Portugal)
  - Scafell Caldera (Großbritannien)
- Ozeanien
  - Taupō (Neuseeland)
  - Mount Warning (Australien)
  - Blue Lake (Süd-Australien)
  - Ambrym (Vanuatu)
  - Kuwae (Vanuatu)

## Außerirdische Calderen

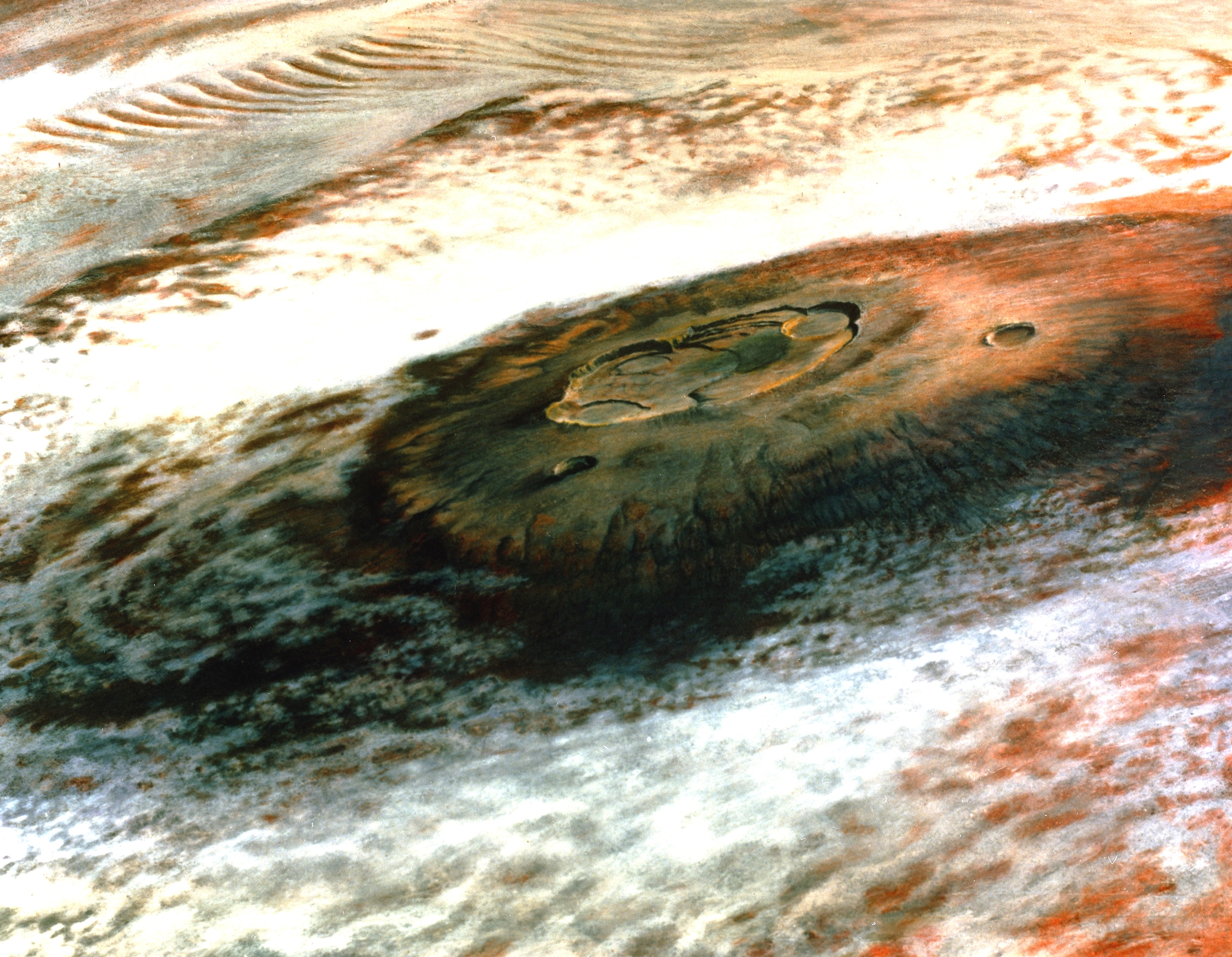
Olympus Mons auf dem Mars

Auf verschiedenen Himmelskörpern des Sonnensystems, die einen vergangenen oder rezenten Vulkanismus aufweisen, konnten auf von Raumsonden gewonnenen Aufnahmen Caldera-Strukturen entdeckt werden, die zum Teil deutlich größer sind als irdische Calderen. Auf dem vulkanisch aktiven Jupitermond Io wurden hunderte Calderen entdeckt, die einen Durchmesser von bis zu 400 km aufweisen.
- Mars
  - Caldera des Olympus Mons
- Venus
  - Caldera des Maat Mons
- Io
  - Prometheus-Caldera